# Телеукэ, Виктор Гаврилович
Виктор Гаврилович Телеукэ (рум. Victor Teleucă; 19 января 1933, с. Чепелеуцы, Хотинский уезд, Бессарабия — 12 августа 2002, Кишинёв) — молдавский поэт, писатель, переводчик, публицист.

## Биография
Виктор Телеукэ родился 19 января 1933 года в бессарабском селе Чепелеуцы (ныне Единецкий район Молдавии). Родители — Гавриил и Мария Телеукэ.
В 1958 году окончил Кишинёвский государственный педагогический институт им. Иона Крянгэ.
В 1977—83 гг. был первым главным редактором газеты «Литература и искусство» (Literatura şi Arta). Автор сборников лирических стихов «Половодье» (1960), «Из четырёх сторон света» (1964), «Стихи» (1966), «Олений остров» (1966, премия комсомола Молдавии им. Б. Главана), «Укрощение огня» (1971), «Героика» (1973) и других.
Телеукэ переводил произведения Я. Райниса, Дж. Байрона, П. П. Ершова и др. Стихи Виктора Телеукэ были переведены на языки народов СССР.
Член КПСС с 1964 года.
Жена — Лидия Томуз, дети — Мариана, Родика.

## Публикации
- Momentul inimii, Chișinău, «Cartea Moldovei», 1975
- Încercarea de a nu muri, Chișinău, «Literatura artistică», 1980
- Întoarcerea dramaticului eu, Chișinău, «Literatura artistică», 1983
- Piramida Singurătății, Chișinău, «Cartea Moldovei», 2000
- Ninge la o margine de existență, Chișinău, «Cartea Moldovei», 2002
- Decebal, Chișinău, «Universul», 2002
- Momentul inimii, Chișinău, Litera, 2003
- Improvizația nisipului, Chișinău, «Universul», 2006
- Răsărit de Luceafăr, Chișinău, «Universul», 2010
- Car frumos cu patru boi, Chișinău, «Universul», 2011
- Mollis Davia, Chișinău, «Universul», 2011

### На русском
- Чимпой М. На путях обновления // Дружба народов. — 1967. — № 12.
- Пархомовский П. Дорога к удачам // Дружба народов. — 1970. — № 1.

### На румынском
- Theodor Codreanu, Transmodernismul, Iași, «Junimea», 2005, pag. 245—257;
- Adrian Dinu Răchieru, Poeți din Basarabia, Ed. Academiei Române, 2010;
- Arhip Cibotaru Pe timpul lui Teleucă, Chișinău, «Universul», 2010;
- Victor Teleucă — un heraclitean transmodern, Chișinău, «Universul», 2010;
- Ion Ciocanu, Conștientizarea singularității unui mare poet, Literatura și arta nr.27, 8 iulie 2010;
- Theodor Codreanu Victor Teleucă și Eminescu, Bucovina literară, iunie-iulie 2010, Suceana;
- Mihai Cimpoi, Victor Teleucă, lirosoful, prefață la cartea «Ninge la o margine de existență».

## Источник
- Большая советская энциклопедия. — Москва: Советская энциклопедия. 1969—1978.